# Rifkoralen
De rifkoralen of steenkoralen (Scleractinia, vroeger: Madreporaria) behoren tot de rifvormende en overwegend kolonievormende dieren met een kalkskelet aan de buitenkant van het polieplichaam. Het skelet wordt voortdurend opgebouwd aan de basis van de poliepen door de zogenaamde koraaldiertjes.

## Groei
Een koraalkolonie is ooit ontstaan uit een enkel koraaldiertje. De voortplanting van de koraaldiertjes vindt plaats via een kleine rondzwemmende larve. Deze zet zich vast op een harde ondergrond met de mondzijde naar boven. Dan begint de larve, na veranderd te zijn in een op een anemoon lijkend diertje, een kalkplaatje af te scheiden dat aan de onderkant wordt vastgekit. Op deze voetplaat worden vervolgens zes of meer verticale kalklijsten opgebouwd. Zo ontstaan de tussenschotten in de lichaamsholte van het koraaldiertje. Het aantal tussenschotten vormt een belangrijk kenmerk waarmee we bloemdieren kunnen indelen in twee groepen: de acht- en zesstralige poliepen. Rifbouwende koralen bezitten altijd zes of een veelvoud van zes tussenschotten. Ook wordt er een cirkelvormige opstaande wand gevormd. Uiteindelijk wordt rond het koraaldiertje een bekertje gevormd. Om een kolonie te vormen, plant het zich langs vegetatieve weg, namelijk door knopvorming, voort. Steenkoralen groeien over het algemeen langzaam. De massieve soorten met ongeveer 5 cm per jaar, en de meer vertakte soorten met 10–20 cm per jaar. De kalkskeletten kunnen allerlei vormen aannemen: plat, rond of rijk vertakt.

## Poliepen
Op de mondopening van de koraaldiertjes bevinden zich een aantal tentakels waarvan het aantal overeenkomt met het aantal tussenschotten in de lichaamsholte. De rifbouwende koralen bezitten daarbij dus zes of een veelvoud van zes tentakels. De anemoonvormige poliepen kunnen zich terugtrekken in kelken met verticale stervormige ribbels (sclerosepta) binnen in het skelet. Met zijn tentakels kan de poliep ook plankton uit het water filteren. Bij alle ondiep-water-soorten komen verder ook zooxanthellae (symbiotische algen) in de weefsels voor, die helpen bij de stofwisseling. Deze bevinden zich vooral in de uiteinden van de tentakels van de poliep. Door fotosynthese met deze algen verkrijgt de poliep een extra toevoer van voedsel in de vorm van zuurstof. Door de activiteit van deze algen kunnen echter ook andere voedingsstoffen zoals stikstof uit het water worden gehaald. Sommige soorten, zoals Tubastraea micrantha die op meer schaduwrijke plekken groeien, bevatten geen zooxanthellae.

## Families
- Acroporidae Verrill, 1902
- Agariciidae Gray, 1847
- Anthemiphylliidae Vaughan, 1907
- Astrocoeniidae Koby, 1890
- Caryophylliidae Dana, 1846
- Coscinaraeidae Benzoni, F., Arrigoni, R., Stefani, F., Stolarski, J., 2012
- Deltocyathidae Kitahara, Cairns, Stolarski & Miller, 2012
- Dendrophylliidae Gray, 1847
- Diploastreidae Chevalier & Beauvais, 1987
- Euphylliidae Alloiteau, 1952
- Flabellidae Bourne, 1905
- Fungiacyathidae Chavalier, 1987
- Fungiidae Dana, 1846
- Gardineriidae Stolarski, 1996
- Guyniidae Hickson, 1910
- Lobophylliidae Dai & Horng, 2009
- Meandrinidae Gray, 1847
- Merulinidae Verrill, 1865
- Micrabaciidae Vaughan, 1905
- Montastraeidae Yabe & Sugiyama, 1941
- Montlivaltiidae Dietrich, 1926 †
- Mussidae Ortmann, 1890
- Oculinidae Gray, 1847
- Pocilloporidae Gray, 1842
- Poritidae Gray, 1842
- Psammocoridae Chevalier & Beauvais, 1987
- Rhizangiidae d'Orbigny, 1851
- Schizocyathidae Stolarski, 2000
- Siderastreidae Vaughan & Wells, 1943
- Stenocyathidae Stolarski, 2000
- Turbinoliidae Milne-Edwards & Haime, 1848

## Afbeeldingen

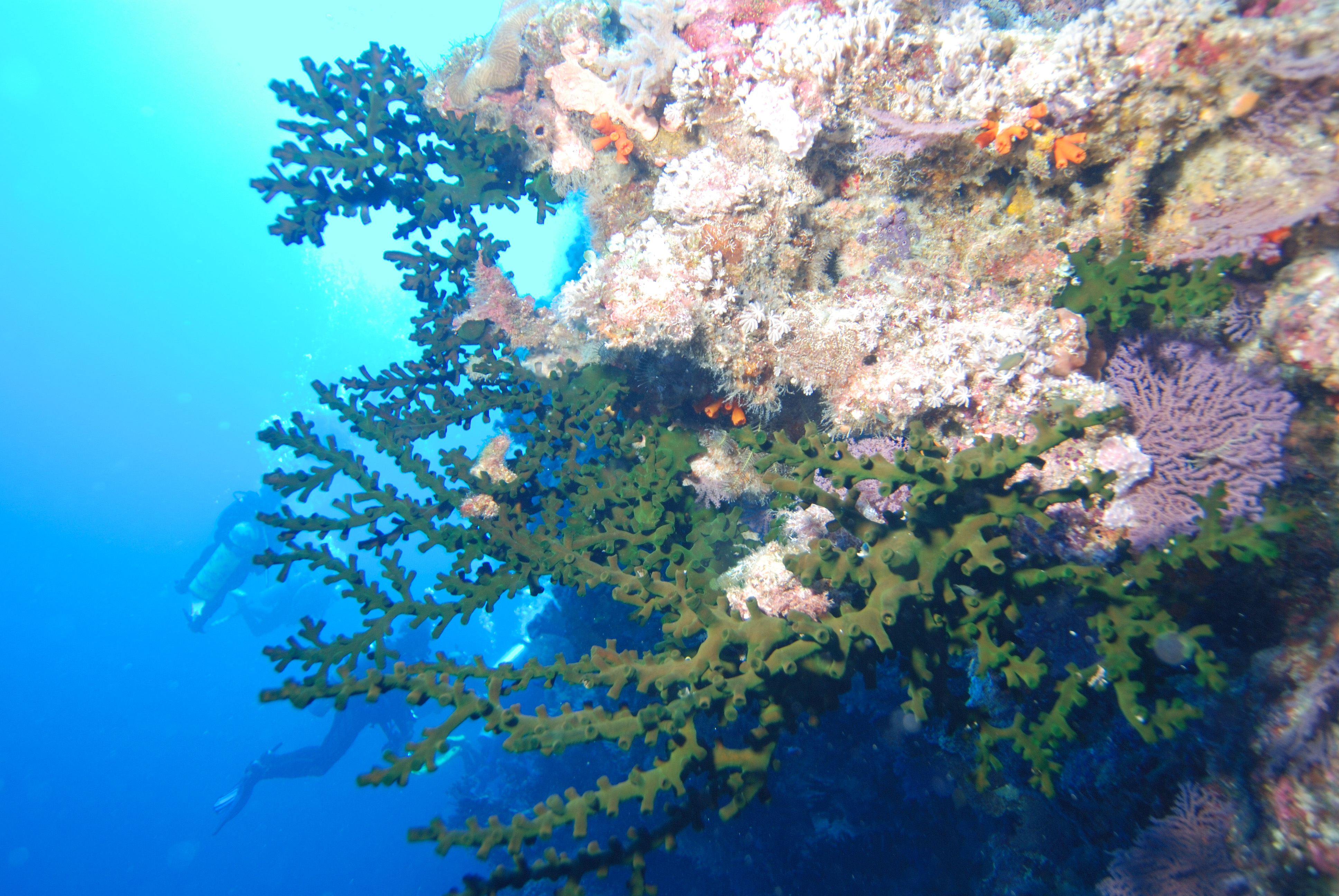
Tubastraea micrantha uit de familie Dendrophylliidae
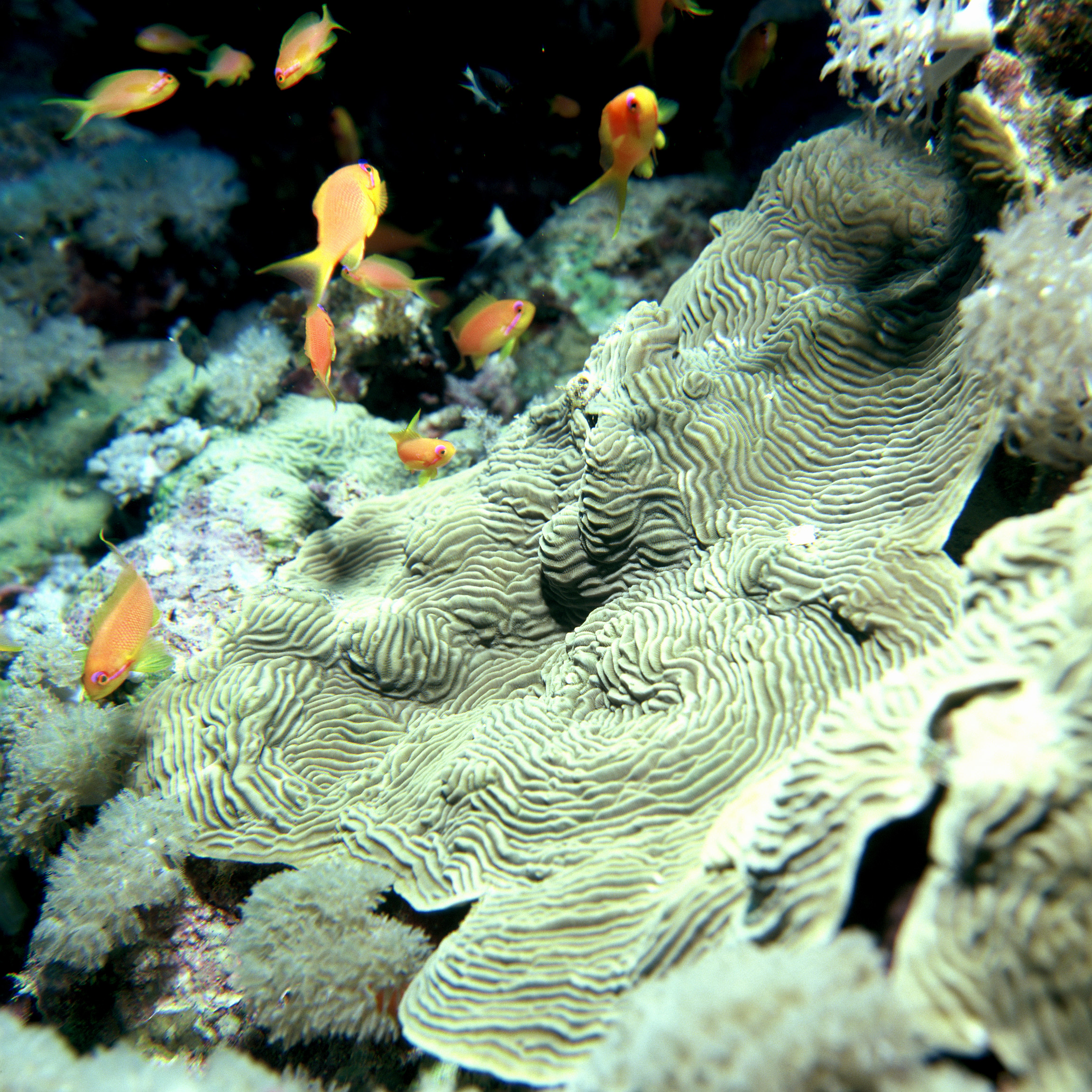
Leptoseris sp. uit de familie Agariciidae
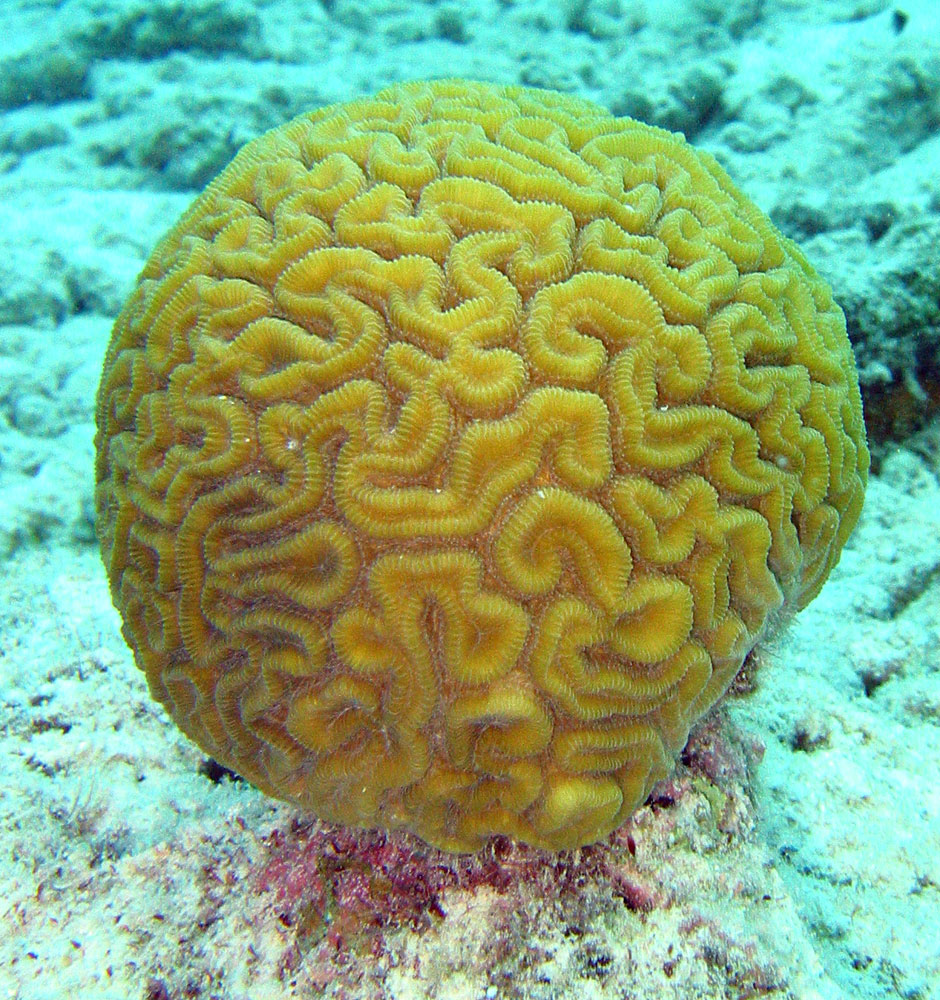
Diploria labyrinthiformis uit de familie Mussidae
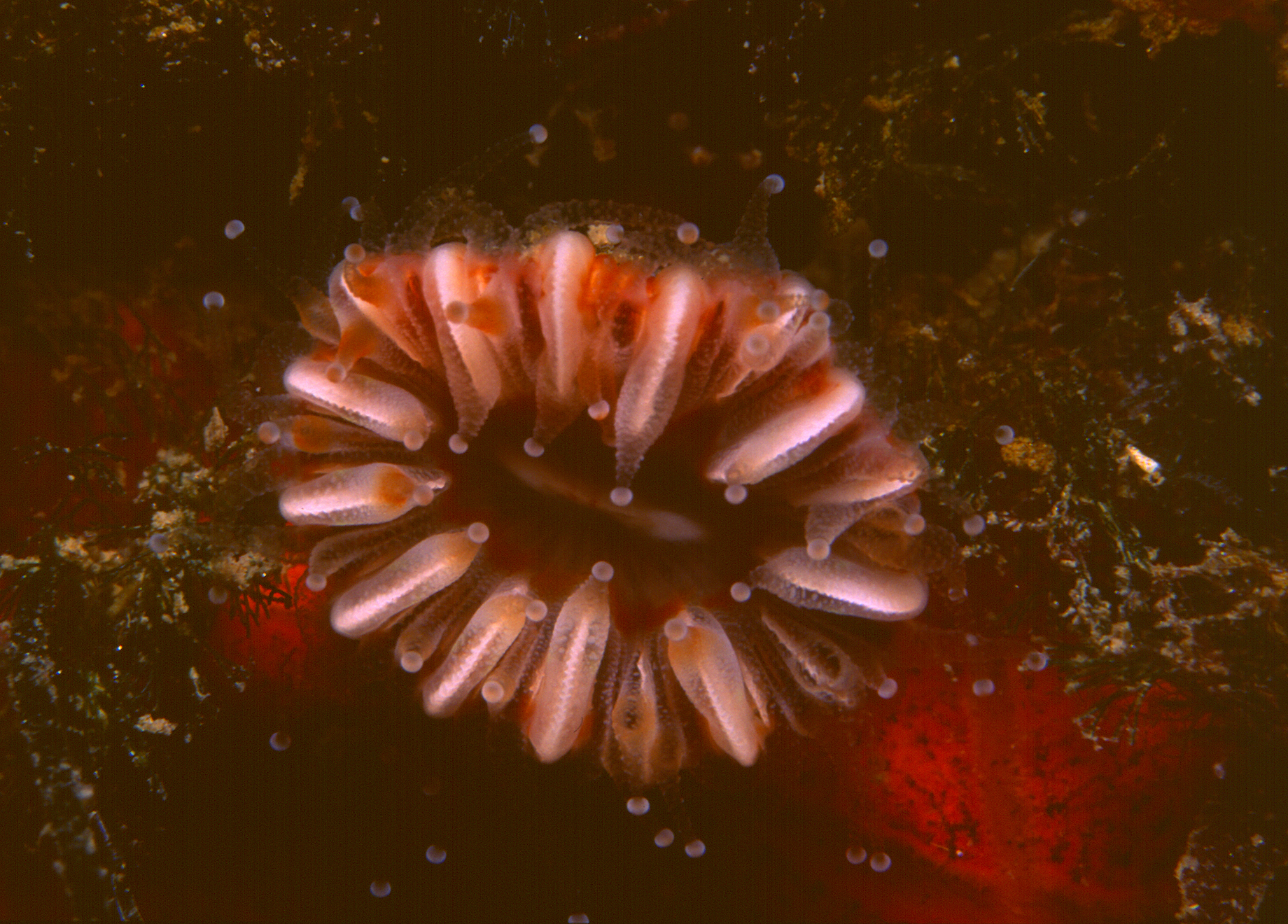
Caryophyllia smithii, een solitair steenkoraal uit de familie Caryophylliidae